# 임성훈 (방송인)
임성훈(林成勳, 본명: 임종상, 1950년 7월 28일~)은 대한민국의 방송 사회자이다.
경복고등학교와 연세대학교 사학과를 졸업했다. 
1970년 애시드 록 밴드 "퀘스 천스(Questions)"의 보컬리스트로 신중현의 자작곡으로 가수 첫 데뷔 하게 되었다. 
그리고 최헌이 1975년에 부른 당신은 몰라(지명길 작사/김홍탁 작곡)을 1971년 먼저 취입을 하였다. 
그 후 1974년 TBC 동양방송의 《코미디 살짜기 웃어예》에서 방송MC로 데뷔하였는 데 이어 같은 해 《시골길》이라는 곡으로 솔로 가수 활동을 한 적이 있다. 
1976년 영화 《신혼소동》의 주연으로 영화배우 데뷔하였다. 
1998년부터 2024년 5월 25일까지 SBS 《순간포착 세상에 이런일이》의 MC를 박소현과 동시 진행을 해 왔다.

## 출연작

### TV 방송 및 드라마
굵은 글씨는 현재 진행하고 있거나 진행 예정인 프로그램 들이다.
| MBC       | 《사랑의 스튜디오》                      | 1994년 ~ 2001년                   |                                                      |  |  |
| MBC       | 《10시! 임성훈입니다》                   | 1996년 ~ 1998년                   |                                                      |  |  |
| MBC       | 《생방송 임성훈 이영자입니다》           | 1998년 ~ 2001년                   |                                                      |  |  |
| MBC       | 《토크쇼 임성훈과 함께》                 | 2001년 ~ 2004년                   |                                                      |  |  |
| MBC       | 《황수관의 건강스페셜》                  | 1999년                            | 황수관 교수와 함께 진행                              |  |  |
| MBC       | 《임성훈,안연홍의 비디오쇼》             | 2000년                            |                                                      |  |  |
| MBC       | 《생방송 퀴즈가 좋다》                   | 1999년 ~ 2004년                   |                                                      |  |  |
| MBC       | 《우리들의 일밤》 - 집드림               | 2011년                            |                                                      |  |  |
| MBC       | 《100 대 100》                           |                                   |                                                      |  |  |
| MBC       | 《세 친구》                              | 2000년                            | 특별 출연 (10화)                                     |  |  |
| MBC       | 《아주 특별한 아침》 - 임성훈의 테마토크 | 2000년                            |                                                      |  |  |
| KBS1/KBS2 | 《대학개그제》                           |                                   | 전체적으로 KBS 1TV 였는지 2TV 였는지 확인 바람.      |  |  |
| KBS1/KBS2 | 《TV쇼 진품명품》                        | 1995년 3월 ~ 4월(2TV)             | 프로그램 초창기 1 달 정도 진행.                      |  |  |
| KBS1/KBS2 | 《TV는 사랑을 싣고》(1TV)                | 2005년 ~ 2008년                   |                                                      |  |  |
| KBS1/KBS2 | 《강연 100℃》(1TV)                       | 2012년 ~ 2014년                   |                                                      |  |  |
| KBS1/KBS2 | 《퀴즈 주부대학》(2TV)                   | 1993년 ~ 1994년                   |                                                      |  |  |
| KBS1/KBS2 | 《풍물기행 세계를 가다》(2TV)            | 1994년                            |                                                      |  |  |
| KBS1/KBS2 | 《가족오락관》(2TV)                      | 1995년,1996년                     | 게스트                                               |  |  |
| KBS1/KBS2 | 《밤으로 가는 쇼》(2TV)                  | 1992년 ~ 1993년                   |                                                      |  |  |
| KBS1/KBS2 | 《특집 사기충전》(2TV)                   |                                   |                                                      |  |  |
| KBS1/KBS2 | 《100분쇼》(1TV)                         | 1980년 9월 20일 ~ 1986년 5월 24일 |                                                      |  |  |
| KBS1/KBS2 | 《쇼86》(1TV)                            | 1986년 5월 31일 ~ 11월            |                                                      |  |  |
| KBS1/KBS2 | 《쇼 여러분》(1TV)                       | 1986년 ~ 1987년                   |                                                      |  |  |
| KBS1/KBS2 | 《가요톱10》(2TV)                        | 1981년 ~ 1991년                   |                                                      |  |  |
| KBS1/KBS2 | 《밤과 음악사이》(2TV)                   | 1993년 ~ 1997년                   |                                                      |  |  |
| KBS1/KBS2 | 《생방송 전국은 지금》(2TV)              | 1987년 ~ 1991년                   |                                                      |  |  |
| KBS1/KBS2 | 《무엇이든 물어보세요》(2TV)             | 1992년 ~ 1994년                   |                                                      |  |  |
| EBS TV    | 《TV탐구 왜? Why?》                      | 2000년 ~ 2001년                   |                                                      |  |  |
| SBS       | 《테마 TV 여자》                         | 1997년 ~ 1998년                   |                                                      |  |  |
| SBS       | 《특명 아빠의 도전》                     | 1998년 ~ 1999년/2004년 ~ 2005년   |                                                      |  |  |
| SBS       | 《순간포착 세상에 이런일이》             | 1998년 ~ 2024년                   |                                                      |  |  |
| SBS       | 《솔로몬의 선택》                        | 2002년 ~ 2008년                   |                                                      |  |  |
| SBS       | 《잘 먹고 잘사는 법》                    | 2002년                            |                                                      |  |  |
| SBS       | 《생방송 7 데이즈》                      | 2004년 ~ 2007년                   |                                                      |  |  |
| SBS       | 《세계 대탐험 프로젝트 X》               |                                   |                                                      |  |  |
| SBS       | 《I Love 평창》                          |                                   |                                                      |  |  |
| SBS       | 《퀴즈쇼 승승 장구》                     | 2008년                            |                                                      |  |  |
| SBS       | 《순풍 산부인과》                        | 1998년                            | 일일 시트콤, 특명! 아빠의 도전 진행자 역 (특별 출연) |  |  |
| SBS       | 《피노키오》                             | 2014년                            | 드라마스페셜, 퀴즈 쇼 진행자 역 (특별 출연)          |  |  |
| TV조선    | 《스토리 Job's》                         | 2012년 ~ 2013년                   |                                                      |  |  |
| JTBC      | 《원더풀 코리아》                        | 2011년                            |                                                      |  |  |
| MBN       | 《임성훈의 스타 유전자 X파일》           | 2023년 ~ 현재                     |                                                      |  |  |
| tvN       | 《유 퀴즈 온 더 블럭》                   | 2025년                            | 게스트                                               |  |  |

### 라디오 방송
- 임성훈과 함께 (KBS 제2라디오) - DJ
- 음악앨범 (KBS 제2FM) - DJ

### 영화
- 1998년 《엑스트라》 - 특별출연
- 2003년 《위대한 유산》 - 퀴즈 프로 진행자 역

### 광고
- 서주산업 -  서주우유, 만국기콘, 앵콜바, 빠빠오
- 중앙교육문화사 - 남강, 비와이씨
- 라이나생명
- 필립스 - 와이드 TV
- JW중외제약 - 화콜 골드
- 아이템풀에듀 -  콜럼버스
- 란체티
- 축산업협동조합(현재의 농업협동조합) - 목우촌(With. 김연주, 임백천, 이영현, 한홍비)
- 대한법률구조공단
- 보건복지부 - 한국 금연운동 협의회
- 남한강식당(양평) - 코리안 레스토랑
- 가족사랑플랜
- 알와이엔코리아 린(RYN) - 30% 빅 세일/대한민국 워킹 사이언스
- AIA생명

## 수상 목록
- 2000년 제12회 한국방송프로듀서상 진행자부문 출연자상
- 2003년 MBC 방송연예대상 바른언어부문 특별상
- 2006년 제33회 한국방송대상 진행자부문 올해의 방송인상
- 2008년 제15회 대한민국연예예술상 TV진행자상
- 2014년 SBS 연예대상 베스트 MC상
- 2015년 방송통신위원회 방송대상 공로상
- 2019년 방송통신위원회 방송대상 공로상
- 2020년 SBS 연예대상 레전드 특별상(세상에 이런일이)
- 2023년 KBS를 빛낸 50인